# Encephalartos marunguensis
Encephalartos marunguensis är en kärlväxtart som beskrevs av Devred. Encephalartos marunguensis ingår i släktet Encephalartos och familjen Zamiaceae. IUCN kategoriserar arten globalt som sårbar. Inga underarter finns listade i Catalogue of Life.